# Integrador de agua
El integrador de agua o integrador hidráulico Lukiánov  es una computadora analógica diseñada para resolver ecuaciones diferenciales cuya acción se basa en el flujo del agua. Lo creó el científico  soviético Vladímir Serguéyevich Lukiánov en 1936. El hidrointegrador de Lukyanov, como también se le conoce al aparato, fue la primera máquina informática del mundo para resolver ecuaciones diferenciales parciales y fue, durante 50 años, el único medio de computación para resolver complejos problemas de  física matemática. .
En 1949  el economista neozelandés William "Bill" Phillips creó el MONIAC, (Monetary National Income Analogue Computer, que en castellano equivaldría a "Computador analógico de la renta nacional monetaria") conocido también  como el Computador Hidráulico de Phillips, basado en el mismo principio que el de Lukyanov, para representar el modelo económico nacional del Reino Unido.

## Historia
En 1928 Vladimir Serguéyevich Lukiánov tras su graduación en el Instituto de Ingenieros Ferroviarios de Moscú fue destinado a las obras de construcción de los ferrocarriles Troitsk-Orsk y Kartaly-Magnitnaya en donde se enfrentó con los problemas de fraguado del hormigón utilizado en las diferentes infraestructuras que se construían en esos trazados ferroviarios las cuales solían presentar deficiencias estructurales debido a las condiciones climáticas en las que se construían, especialmente relacionadas con la temperatura. Lukyanov realizó un estudio sobre las condiciones de fraguado identificando las variables que intervienen en el mismo como la composición del hormigón, el cemento utilizado, la tecnología de la obra y las condiciones externas. Una de la variables principales era la distribución de los flujos de calor la cual se  mediante relaciones complejas entre la temperatura que hace que las  propiedades del hormigón que cambien con el tiempo. Esas relaciones se expresan matemáticamente mediante ecuaciones diferenciales parciales. Lukiánov recibió en 1951 el Premio Estatal, entonces denominado Premio Stalin,  por la creación de una familia de hidrointegradores.
Lukiánov enfrentó el problema basándose en los trabajos de Aleksey Nikolaevich Krylov, quien había desarrollado un integrador diferencial mecánico para resolver ecuaciones diferenciales ordinarias de cuarto orden en 1910; Nikolai Nikolaevich Pavlovsky, quien había demostrado  el principio de analogía en el modelado, la posibilidad de reemplazar un proceso físico por otro si se describen con la misma ecuación y Mikhail Viktorovich Kirpichev, especialista en energía térmica que había   desarrollado la teoría de los procesos de modelado en instalaciones industriales. Tras cerciorarse que las leyes del flujo de agua y la propagación del calor son en gran medida similares concluyó que podía usar agua como modelo del proceso térmico. En 1934 propuso el modelo de analogía hidráulica para realizar los cálculos de procesos inestables. Un año después creó un modelo hidráulico térmico y desarrolló un dispositivo, un prototipo realizado con hierro para techos, láminas de metal y tubos de vidrio, que resolvía con éxito el problema de estudiar las condiciones de temperatura del hormigón. En 1936 presentó su integrador hidráulico que se comenzó a usar en la ingeniería de las infraestructuras de hormigón, la denominó "IG-1" y fue la primera máquina informática del mundo para resolver ecuaciones diferenciales parciales. Este primer desarrollo, bastante experimental, se diseñó para resolver solamente un tipo de problema,  las tareas simples unidimensionales.  
En 1938 Lukiánov creó un laboratorio de analogías hidráulicas en el que aplicó el sistema del integrador de agua a diferente problemática y fue desarrollando el equipo haciendo posible la resolución de problemas de varios tipos: unidimensionales, bidimensionales y tridimensionales. En 1941 realizó un  integrador hidráulico bidimensional de secciones separadas. La fabricación de estas máquinas se realizaba en la planta de Moscú de máquinas calculadoras y analíticas (CAM).
En 1949 se creó, por decreto del Consejo de Ministros de la URSS, el instituto especial "NIISCHETMASH" con sede en Moscú en el que se desarrollaron nuevos modelos de tecnología informática, uno de esos primeros desarrollos fue el referente al hidrointegrador. En seis años desarrolló un diseño con  bloques unificados estándar posibilitando así la utilización del mismo equipamiento para la resolución de diferentes problemas, equipo que fue presentado en 1955, año  en que se empezó a construir en serie con la marca "IGL" (integrador del sistema hidráulico de Lukyanov) en la planta de Ryazan de máquinas calculadoras y analíticas. 
Los integradores se generalizaron y se suministraron a Checoslovaquia, Polonia, Bulgaria y China. Con su ayuda, se hicieron cálculos para los proyectos del canal de Karakum en la década de 1940, la presa del embalse de Sarátov la primera estructura prefabricada de hormigón armado del mundo o la construcción del Ferrocarril Baikal-Amur en la década de 1970. Los hidrointegradores se utilizaron en geología, construcción de minas, metalurgia, cohetería y otros campos. Se utilizaron en muchas organizaciones y estuvieron en uso hasta mediados de la década de 1980.
Actualmente se pueden ver  dos hidrointegradores de Lukyanov que se conservan en el Museo Politécnico de Moscú. 

## Funcionamiento
El volumen de líquido en un recipiente determinado es una parte integral de la función que describe el flujo de líquido en este recipiente. Si equipamos el recipiente con una escala graduada, por ejemplo, en unidades de volumen, obtenemos el integrador más simple del caudal volumétrico del líquido. Un ejemplo de ello es  la clepsidra o reloj de agua, que mide los intervalos de tiempo en función de la cantidad de agua que fluye.
Para realizar cualquier cálculo hay que establecer una analogía válida y determinar las variables que intervienen en el proceso. Para ello hay que elaborar un esquema del proceso a estudio y determinar un diagrama de recipientes principales fijos, otros móviles y resistencias hidráulicas variables que se interconectan. Se calculan los  valores iniciales del valor requerido y se realizan las modificaciones de las diferentes variables obteniendo los nuevos valores. Para ello se establecen los valores iniciales: los recipientes principal y móvil con la llaves de paso cerradas se llenan con agua hasta los niveles calculados y se marcan en papel cuadriculado adherido a los piezómetros (tubos con escala que permite la medición). Luego se abren las llaves de paso simultáneamente  y se cambia la altura de los recipientes móviles de acuerdo con el programa de cambios en las condiciones externas del proceso simulado. En este caso, la presión del agua en los recipientes principales cambia de acuerdo con la misma ley que la variable a estudiar, haciendo que los niveles de líquido en los piezómetros cambien, en el momento oportuno se cierran los grifos, deteniendo el proceso, y se marcan las nuevas posiciones de los niveles en papel cuadriculado. A partir de estas marcas se construyó una gráfica, que es la solución al problema. 
Para la posibilidad de fijar los de las variables (niveles de agua en los vasos) en determinados momentos, el hidrointegrador contaba con un dispositivo especial que cerraba simultáneamente todas las llaves de paso entre los vasos. En esta situación se marcaban los niveles en el papel cuadriculado situado tras los piezómetros, luego se abren hasta una nueva situación y se vuelven a cerrar obteniendo así un nuevo punto de la curva. La curva resultante es la solución a la ecuación.
El integrador permite reemplazar un proceso, que es difícil de observar directamente, por otro proceso similar, pero más visual. Además, es importante que ambos procesos sean descritos por las mismas dependencias matemáticas.
Un caso práctico, Transferencia de calor en condiciones no estacionarias, enfriamiento de una pared plana multicapa.
Se ensambla un sistema de  recipientes cilíndricos conectados en serie con tubos con resistencia hidráulica determinada. Cada recipiente simula el contenido de calor de la capa de pared cada punto en el que se ha dividido la superficie de la pared a estudiar. Se utilizan las siguientes analogías los parámetros termotécnicos:
- Diferencia de temperatura entre las capas y el aire en grados:   niveles de agua en los recipientes en centímetros.
- Capacidad calorífica de las capas en kcal/grado: áreas de la sección transversal de los vasos en centímetros.
- Contenido de calor de las capas en kcal: cantidad de agua en los recipientes en  centímetros.
- Resistencias térmicas de las capas en grados-h/kcal: resistencias hidráulicas de los tubos que conectan los vasos entre sí en min/cm.
- Resistencia a la transferencia de calor desde la superficie de la pared al aire en grados-h/kcal: resistencia hidráulica en el tubo de salida.
- Caudal de calor en kcal/h: caudal de agua en cm/min.
- La escala de tiempo, es decir, la relación entre la duración real del proceso de transferencia de calor en horas y la duración del proceso en el hidrointegrador en minutos, es igual al producto de la relación entre la capacidad calorífica y el área de la sección transversal del recipiente por la relación entre la resistencia térmica y la resistencia hidráulica.

Se llenan los recipientes con agua hasta el nivel fijado que corresponde a la temperatura inicial en cada una de las capas en la ques e ha dividido la pared. Después se abren las llaves de paso y el agua comienza a fluir. En este caso, el cambio de los niveles de agua en los recipientes será similar al cambio de temperatura en las capas correspondientes de la pared cuando se enfríe.